# AERIUS
AERIUS is een online-rekeninstrument voor het Programma Aanpak Stikstof (PAS) om effecten op de depositie van stikstof in Natura 2000 gebieden door projecten en ontwikkelingsplannen te berekenen op basis van een rekenmodel. AERIUS is ontwikkeld door het Ministerie van Economische Zaken, Landbouw en Innovatie ten behoeve van het PAS en wordt nu beheerd door het RIVM. De applicatie wordt regelmatig herzien en beschikbaar gesteld voor gebruik voor de Regeling natuurbescherming. De versienummering bevat het jaar van uitgifte, bijvoorbeeld 'AERIUS Calculator versie 2020' voor het Calculator-product. Ook wordt de dan geldende AERIUS versie gebruikt om de compensatie te berekenen aan veehouders waarvan locaties opgekocht worden.
AERIUS bestaat uit een aantal onderdelen, 'producten' genaamd:
- Calculator: berekent de emissie van stikstof door economische activiteiten en de depositie daarvan op Natura 2000-gebieden.
- Scenario: ondersteunt de ontwikkeling van beleid en ruimtelijke plannen zoals bestemmingsplannen en structuurvisies.
- Extra: platform voor de ontwikkeling van kennis en tools voor het gebruik van AERIUS.
- Connect: API voor toegang door andere IT-systemen.
- Register (historisch): ondersteunt vergunningverleningsproces onder het PAS.
- Monitor (historisch): volgen van uitvoering en resultaten onder het PAS.

De laatste twee producten zijn historisch doordat het PAS juridisch niet standhield.
De bepaling van deposities gebeurt door eerst de uitstoot te bepalen en vervolgens de depositie. Voor wegverkeer wordt de Standaardrekenmethode luchtkwaliteit 2 (SRM2) van RIVM gebruikt om de uitstoot te bepalen. Voor andere bronnen wordt het Operationele Prioritaire Stoffen model (OPS) gebruikt. Beide vormen van uitstoot worden voor AERIUS vertaald in depositie door OPS.
Technologisch gebruikt AERIUS PostgreSQL als databaseplatform met de PostGIS extensie. Apache Tomcat wordt gebruikt voor de communicatie via HTTP met de eindgebruikers. De broncode van AERIUS is beschikbaar gesteld. De eerste versie was gemaakt in 2011 door Mark Wilmot.